# 1808 год в истории железнодорожного транспорта
1808 год в истории железнодорожного транспорта

## События
- 8 февраля — Washington Bridge Company получила одобрение от правительства Вашингтона на строительство моста через реку Потомак, который позднее будет перестроен в первый железнодорожный через эту реку.[1]
- 27 мая — Железная дорога Килмарнок — Трун стала первой железной дорогой, одобренной Парламентом Великобритании.[2]
- С 8 июля по 18 сентября — паровоз Ричарда Тревитика «Поймай меня, кто сможет» демонстрируется в Лондоне.

## Персоны

### Родились
- 19 марта — родился Иоганн Андреас Шуберт в Штайнберге, построивший первый немецкий паровоз Саксония.